# 葉迅生
葉迅生（葡萄牙語：Ip Son Sang)，1964年出生，祖籍中華人民共和國廣東省陽江市，2014年至2024年出任澳門特別行政區檢察院檢察長。身為中央人民政府任命的澳門主要官員之一，葉迅生是“愛國者治澳”和“一國兩制”的堅定支持者。

## 立場
葉迅生於2022/2023年司法年度開幕典禮致詞時引述中共中央總書記習近平在中共二十大的報告：「法治具有固根本、穩預期和利長遠的保障作用。」他又稱，法治是社會穩定的基石，澳門自回歸祖國以來，「以憲法和基本法為基礎的憲制秩序得以牢固確立，有賴於中央政府對澳門特區的全力支持，也基於全澳居民和特區政府的共同努力，澳門社會始終保持和諧和穩定發展的勢頭」 。

## 學歷
葉迅生於1983年9月至1987年7月就讀中山大學法律系，期間獲法學士學位；1987年9月至1990年7月就讀中山大學法律系國際公法研究生，获国际公法硕士学位；1991年至1993年赴葡科英布拉大學修讀葡語及葡國法律課程。

## 簡歷
- 1994年任職於澳門統計暨普查司司長辦公室；
- 1995年任職於澳門勞工暨就業司；
- 1995年12月任澳門法院司法參事；
- 1996年任司法培訓中心實習司法官；
- 1998年任澳門檢察院檢察官；
- 1999年12月任澳門特區初級法院法官；
- 2011年任澳門特區初級法院合議庭主席；
- 2013年任澳門特區初級法院及行政法院院長；
- 2013年任澳門特區第五屆立法會選舉管理委員會主席；
- 2014年任澳門特區第四屆行政長官選舉管理委員會委員；

### 引用
1. ↑  . www.spp.gov.cn.   [2024-09-30]. （原始内容存档于2023-07-30）.
2. ↑  . www.nia.gov.cn.   [2024-09-30]. （原始内容存档于2024-07-17）.
3. ↑  . aamacau.com.   [2024-10-02]. （原始内容存档于2023-09-29）.
4. ↑  . www.zlb.gov.cn.   [2024-10-01]. （原始内容存档于2024-10-07）.

## 外部連結
| 司法职务      | 司法职务                                              | 司法职务      |
| ------------- | ----------------------------------------------------- | ------------- |
| 前任： 何超明 | 澳門特別行政區檢察長 · 2014年12月20日－2024年12月19日 | 繼任： 陳子勁 |